# Cochylidia altivaga
Cochylidia altivaga är en fjärilsart som beskrevs av Diakonoff 1976. Cochylidia altivaga ingår i släktet Cochylidia och familjen vecklare. Inga underarter finns listade i Catalogue of Life.